# Дзамами (село)
Дзамами (яп. 座間味村 Дзамами-сон) — село в Японии, находящееся в уезде Симадзири префектуры Окинава. Площадь села составляет 16,74 км², население — 866 человек (1 августа 2014), плотность населения — 51,73 чел./км².

## Географическое положение
Село расположено на острове Дзамами в префектуре Окинава региона Кюсю.

## Население
Население села составляет 866 человек (1 августа 2014), а плотность — 51,73 чел./км². Изменение численности населения с 1980 по 2005 годы:
| 1980 | 761 чел.  |  |
| 1985 | 812 чел.  |  |
| 1990 | 853 чел.  |  |
| 1995 | 1018 чел. |  |
| 2000 | 1026 чел. |  |
| 2005 | 1077 чел. |  |